# Cockburnspath
Cockburnspath, veraltet Colbrandspath, oft kurz Co’path, ist eine Ortschaft in der schottischen Council Area Scottish Borders. Sie liegt im Nordosten der Region rund elf Kilometer südöstlich von Dunbar und 25 km nordwestlich von Berwick-upon-Tweed in der traditionellen Grafschaft Berwickshire. Wenige hundert Meter östlich befindet sich die Nordseeküste. Die etwa drei Kilometer westlich gelegene Ortschaft Oldhamstocks liegt bereits in der Council Area East Lothian.

## Geschichte
Die Ortschaft gehörte in den vergangenen Jahrhunderten zu den Besitztümern der Earls of Dunbar, der königlichen Familie sowie den Earls of Home. Cockburnspath und Umgebung waren in der Vergangenheit landwirtschaftlich geprägt. Im direkt benachbarten Weiler Cove wurde dem Fischfang nachgegangen.
Seit dem 14. Jahrhundert befand sich nördlich die Festung Castle of Dunglass (nicht zu verwechseln mit Dunglass Castle in West Dunbartonshire), der Sitz der Earls of Home. Nachdem diese 1548 zerstört worden war, begann 1603 der Wiederaufbau. Bis heute sind keinerlei Überreste der Festung erhalten geblieben. Der Bau des herrschaftlichen Dunglass House am selben Standort wurde 1811 abgeschlossen. Bauherr war James Hall, 4. Baronet. Nach einem Brand wurde das Gebäude in den späten 1950er Jahren abgebrochen. Der nahegelegene Dunglass Viaduct ist als Denkmal der höchsten schottischen Denkmalkategorie A klassifiziert.
Südlich liegt der heute als Ruine erhaltene Cockburnspath Tower. Das Tower House stammt aus dem 15. Jahrhundert. Möglicherweise diente es als Vorlage für Ravenswood Castle in Walter Scotts Roman Die Braut von Lammermoor.
Eine geologische Formation in der Region, Siccar Point, war wichtiger Beleg für die beginnende moderne Geologie, die wesentlich von James Hutton begründet wurde.
In den 1880er Jahren richtete das Kollektiv der Glasgow Boys eine Künstlerkolonie in Cockburnspath ein. Während die Einwohnerzahl von Cockburnspath im 18. Jahrhundert noch zwischen 1100 und 1200 schwankte, waren es 1961 noch 261 Einwohner. Im Rahmen der Zensuserhebung 1971 wurden 233 Personen in der Ortschaft gezählt.

## Verkehr
Cockburnspath liegt unmittelbar westlich der A1 (London–Edinburgh). Die Ortschaft ist außerdem östlicher Endpunkt des Fernwanderweges Southern Upland Way. Mit dem Flughafen Edinburgh befindet sich ein internationaler Verkehrsflughafen rund 60 km westlich.

## Persönlichkeiten
- John Broadwood (1732–1812), Klavierbauer